# 菊原伸郎
菊原 伸郎（きくはら のぶお、1970年12月18日 - ）は神奈川県横浜市出身の元サッカー選手、サッカー指導者。2017年現在、埼玉大学教育学部准教授、専門分野はコーチ学とサッカー。

## 経歴
かながわクラブ、読売サッカークラブジュニアユース、神奈川県立相模原高等学校、筑波大学を経て、1994年に浦和レッドダイヤモンズに選手として入団した。この年の浦和レッズにはヴェルディ川崎からレンタル移籍（同制度のJリーグ適用第1号）で入団した実兄の菊原志郎が入団しており、兄弟での活躍が期待された。しかし伸郎は出場機会を得られず、わずか1年で戦力外となり現役を引退した。翌1995年は浦和レッズ営業部で販促グッズの企画に携わった。
1996年にプロの指導者になるためにコーチ学を学ぶことを決意して筑波大学大学院体育研究科（コーチ学）に入学し、1998年度に修了した。1999年に筑波大学蹴球部監督の薦めにより、大阪商業大学講師となって「競技論」や「トレーニング論」、ゴルフやバドミントンなどのスポーツ実習を担当し、上田亮三郎総監督の下でサッカー部監督を務めた。
2007年、埼玉大学が浦和レッズ、大宮アルディージャ両クラブと地域社会に貢献することを目的とした協定を締結したことにともない埼玉大学教育学部の専任講師として招聘され、同大学サッカー部監督も務めることとなった。のち、同大学の准教授となった。

## 個人成績
| 国内大会個人成績 | 国内大会個人成績 | 国内大会個人成績 | 国内大会個人成績 | 国内大会個人成績 | 国内大会個人成績 | 国内大会個人成績 | 国内大会個人成績 | 国内大会個人成績 | 国内大会個人成績 | 国内大会個人成績 | 国内大会個人成績 |
| 年度             | クラブ           | 背番号           | リーグ           | リーグ戦         | リーグ戦         | リーグ杯         | リーグ杯         | オープン杯       | オープン杯       | 期間通算         | 期間通算         |
| 年度             | クラブ           | 背番号           | リーグ           | 出場             | 得点             | 出場             | 得点             | 出場             | 得点             | 出場             | 得点             |
| 日本             | 日本             | 日本             | 日本             | リーグ戦         | リーグ戦         | リーグ杯         | リーグ杯         | 天皇杯           | 天皇杯           | 期間通算         | 期間通算         |
| ---------------- | ---------------- | ---------------- | ---------------- | ---------------- | ---------------- | ---------------- | ---------------- | ---------------- | ---------------- | ---------------- | ---------------- |
| 1994             | 浦和             | -                | J                | 0                | 0                | 0                | 0                | 0                | 0                | 0                | 0                |
| 通算             | 日本             | 日本             | J                | 0                | 0                | 0                | 0                | 0                | 0                | 0                | 0                |
| 総通算           | 総通算           | 総通算           | 総通算           | 0                | 0                | 0                | 0                | 0                | 0                | 0                | 0                |

## 主な論文
- 「鹿島アントラーズの政策過程とその地域貢献」